# Belver (Carrazeda de Ansiães)
Belver ist ein Ort und eine ehemalige Gemeinde (Freguesia) im portugiesischen Kreis Carrazeda de Ansiães. Die Gemeinde hatte 327 Einwohner (Stand 30. Juni 2011).
Am 29. September 2013 wurden die Gemeinden Belver und Mogo de Malta zur neuen Gemeinde União das Freguesias de Belver e Mogo de Malta zusammengeschlossen. Belver ist Sitz dieser neu gebildeten Gemeinde.